# Vision Kino

Logo

Die Vision Kino gGmbH (Eigenschreibweise VISION KINO) ist eine 2005 gegründete Initiative öffentlicher und privater Institutionen zur Film- und Medienbildung in der Schule.
Geschäftszweck ist es, als Teil der kulturellen Jugendbildung und im Rahmen einer übergreifenden Medienkompetenz insbesondere die Filmkompetenz von Kindern und Jugendlichen zu stärken und sie gleichzeitig für den Kulturort und originären Rezeptionsort des Films, das Kino, zu sensibilisieren.
Das Unternehmen wurde durch eine Initiative des Beauftragten der Bundesregierung für Kultur und Medien, der Filmförderungsanstalt, der Stiftung Deutsche Kinemathek sowie der „Kino macht Schule“ GbR ins Leben gerufen. Vision Kino steht unter der Schirmherrschaft des Bundespräsidenten. 
Seit 16. Januar 2020 ist Leopold Grün Geschäftsführer. Der Dokumentarfilmer und Pädagoge übernahm Anfang 2020 die Nachfolge von Sarah Duve. 

## Projekte
Dazu gehören unter anderem auch die jährlichen, zu unterschiedlichen Zeiten in allen 16 deutschen Bundesländern stattfindenden SchulKinoWochen. Hierbei können Schulklassen ausgewählte Filme in lokalen Kinos besuchen, die im Unterricht vor- und nachbereitet werden. Im Vorfeld finden Fortbildungen für teilnehmende Lehrkräfte statt. Die seit 2002 in einzelnen Bundesländern durchgeführten Kinowochen wurden seit 2006 unter Koordinierung von Vision Kino fortgeführt und seit 2008 nehmen alle 16 deutschen Bundesländer daran teil. Zum Projektzeitraum Herbst 2011/Frühling 2012 nahmen rund 690.000 Schüler teil.
Im Internet wird in Zusammenarbeit mit der Bundeszentrale für politische Bildung mit der Seite kinofenster.de zu aktuellen Kinofilmen pädagogisches Begleitmaterial für den Einsatz im Unterricht bereitgestellt.
Das Unternehmen publiziert regelmäßig filmpädagogische Materialien und Filmhefte. Monatliche FilmTipps mit Altersempfehlungen informieren Lehrkräfte frühzeitig über Kinostarts, die für die schulische und außerschulische Filmbildung relevant sind. 
Alle zwei Jahre initiiert das Unternehmen einen bundesweiten Kongress als Plattform zum Austausch aller Akteure der schulischen und außerschulischen Filmbildung. 
Gemeinsam mit dem Kinderkanal von ARD und ZDF vergibt Vision Kino jährlich den Drehbuchpreis Kindertiger für das beste verfilmte Drehbuch eines Kinderfilms. Über den Gewinner entscheidet eine Kinderjury.

## Publikationen
Das Unternehmen publiziert regelmäßig filmpädagogische Materialien und Filmhefte. Monatliche FilmTipps mit Altersempfehlungen informieren Lehrkräfte frühzeitig über Kinostarts, die für die schulische und außerschulische Filmbildung relevant sind. 
- Im falschen Film?! – Eine Unterrichts-DVD zu Fragen des Urheberrechts und zum Schutz des geistigen Eigentums. DVD.
- Tom Sawyer. Filmheft 2011
- Materialien zur Filmarbeit. Datenträger. In Zusammenarbeit mit der Initiative Film + Schule NRW.
- Alain Bergala: Kino als Kunst. Filmvermittlung an der Schule und anderswo. Bonn. 2006
- Inklusion und Film – Methoden, Tipps und Informationen für eine inklusive Filmbildung. (PDF-Fassung, 2,4 MB, PDF). Bonn. 2013

## Organisation und Finanzierung
Das Unternehmen finanziert sich zu gleichen Teilen aus Mitteln des BKM (Beauftragter der Bundesregierung für Kultur und Medien) und der FFA (Filmförderungsanstalt). 2007 betrug der Jahresetat rund eine Million Euro.

### Gesellschafter
Zu den Gesellschaftern gehören je ein Vertreter der
- FFA (Filmförderungsanstalt)
- Stiftung Deutsche Kinemathek
- Kino macht Schule GbR (Interessengemeinschaft der deutschen Filmwirtschaft zur Unterstützung der Filmbildung und Filmkultur bestehend aus den drei nationalen Kinoverbänden: HDF Kino, AG Kino – Gilde, Bundesverband kommunale Filmarbeit sowie dem Verband der Filmverleiher)

### Aufsichtsrat
Dem Aufsichtsrat gehören an:
- ein Vertreter des BKM (Beauftragter der Bundesregierung für Kultur und Medien)
- ein Vertreter der FFA (Filmförderungsanstalt)
- ein Vertreter der Kino macht Schule GbR

### Gremien
Das Unternehmen wird fachlich durch einen Beirat beraten und in der Öffentlichkeit durch ein Kuratorium unterstützt. Auch die Gremien spiegeln die gemeinschaftliche Arbeit staatlicher Vertreter und der Vertreter aus Filmbranche und Filmwirtschaft wider.

## Auszeichnungen
Die Initiative wurde 2008 mit dem Filmkulturpreis Mannheim-Heidelberg ausgezeichnet, den das Internationale Filmfestival Mannheim-Heidelberg an Unternehmen, Institutionen und Einzelpersonen vergibt, die sich über Jahre hinweg kontinuierlich verdient gemacht haben um die Filmkultur in Deutschland.